# 圓洲
圓洲（英語：Yuen Chau）是香港新界大嶼山西南部的索罟群島之中的其中一個島嶼，處於水口半島對出的海域。圓洲是索罟群島第五大島嶼，位於群島的西部，在其西面的孖洲及其東面的石洲之間。